# Lasbordes (Aude)
Lasbordes é uma comuna francesa na região administrativa de Occitânia, no departamento de Aude. Estende-se por uma área de 14,74 km². Em 2010 a comuna tinha 817 habitantes (densidade: 55,4 hab./km²).